# Warrington (Florida)
Warrington ist ein census-designated place (CDP) im Escambia County im US-Bundesstaat Florida. Das U.S. Census Bureau hat bei der Volkszählung 2020 eine Einwohnerzahl von 15.218 ermittelt. 

## Geographie
Warrington grenzt im Nordosten direkt an Pensacola. Der CDP wird von den Florida State Roads 292, 295 und 727 durchquert.

## Demographische Daten
Laut der Volkszählung 2010 verteilten sich die damaligen 14.531 Einwohner auf 7.424 Haushalte. Die Bevölkerungsdichte lag bei 811,8 Einw./km². 68,9 % der Bevölkerung bezeichneten sich als Weiße, 21,8 % als Afroamerikaner, 1,1 % als Indianer und 2,5 % als Asian Americans. 1,9 % gaben die Angehörigkeit zu einer anderen Ethnie und 3,8 % zu mehreren Ethnien an. 5,3 % der Bevölkerung bestand aus Hispanics oder Latinos.
Im Jahr 2010 lebten in 29,7 % aller Haushalte Kinder unter 18 Jahren sowie 25,2 % aller Haushalte Personen mit mindestens 65 Jahren. 58,8 % der Haushalte waren Familienhaushalte (bestehend aus verheirateten Paaren mit oder ohne Nachkommen bzw. einem Elternteil mit Nachkomme). Die durchschnittliche Größe eines Haushalts lag bei 2,33 Personen und die durchschnittliche Familiengröße bei 2,93 Personen.
26,3 % der Bevölkerung waren jünger als 20 Jahre, 26,2 % waren 20 bis 39 Jahre alt, 27,9 % waren 40 bis 59 Jahre alt und 19,7 % waren mindestens 60 Jahre alt. Das mittlere Alter betrug 38 Jahre. 48,9 % der Bevölkerung waren männlich und 51,1 % weiblich.
Das durchschnittliche Jahreseinkommen lag bei 34.528 $, dabei lebten 23,5 % der Bevölkerung unter der Armutsgrenze.
Im Jahr 2000 war Englisch die Muttersprache von 95,16 % der Bevölkerung, spanisch sprachen 2,81 % und 2,03 % hatten eine andere Muttersprache.

## Sehenswürdigkeiten
Am 10. März 1980 wurde das Perdido Key Historic District in das National Register of Historic Places eingetragen.